# Associazione Calcio Stabia 1951-1952
Questa voce raccoglie le informazioni riguardanti l'Associazione Calcio Stabia nelle competizioni ufficiali della stagione 1951-1952.

## Stagione
Nella stagione 1951-1952 lo Stabia è giunto al 20º posto nel campionato di Serie B, con 18 punti conquistati, frutto di 5 vittorie e 9 pareggi. Retrocede così in Serie C per la stagione successiva.

## Divise
Ecco la maglia che fu adottata per l'intera stagione, con i classici colori giallo e blu.
| Manica sinistra · Maglietta · Maglietta · Manica destra · Pantaloncini · Calzettoni |

## Rosa
| N. |                   | Ruolo | Calciatore        |
| -- | ----------------- | ----- | ----------------- |
|    | Italia (bandiera) | P     | Renato Giudici    |
|    | Italia (bandiera) | P     | Sergio Morselli   |
|    | Italia (bandiera) | D     | Fernando Casuzzi  |
|    | Italia (bandiera) | D     | Dario Ciccone     |
|    | Italia (bandiera) | D     | Giuseppe Mainiero |
|    | Italia (bandiera) | D     | Romolo Sforza     |
|    | Italia (bandiera) | D     | Renato Tiriticco  |
|    | Italia (bandiera) | D     | Luigi Vultaggio   |
|    | Italia (bandiera) | C     | Evaristo Malavasi |
|    | Italia (bandiera) | C     | Giovanni Palma    |
|    | Italia (bandiera) | C     | Gaspare Parvis    |

| N. |                    | Ruolo | Calciatore         |
| -- | ------------------ | ----- | ------------------ |
|    | Italia (bandiera)  | A     | Egidio Di Costanzo |
|    | Italia (bandiera)  | A     | Luigi Ganelli      |
|    | Italia (bandiera)  | A     | Pierino Gola       |
|    | Italia (bandiera)  | A     | Grappasonni        |
|    | Italia (bandiera)  | A     | Francesco Grosso   |
|    | Uruguay (bandiera) | A     | Giulio Lopez       |
|    | Italia (bandiera)  | A     | Italo Marra        |
|    | Italia (bandiera)  | A     | Gino Cereseto      |
|    | Italia (bandiera)  | A     | Franco Rosi        |

## Risultati

### Serie B

#### Girone di andata
| Arbitro: | Maurelli (Roma) |

|                              |           |                                        |
| Cereseto 23’ Di Costanzo 58’ | Marcatori | 15’, 43’ Cozzolini 65’, 88’ Zucchinali |

| Arbitro: | Ferrari (Firenze) |

|                   |           |             |
| Grosso 82’ (rig.) | Marcatori | 73’ Cuzzoni |

| Arbitro: | Arpaia (Roma) |

|              |           |            |
| Ghezzani 12’ | Marcatori | 4’ Casuzzi |

| Valdagno 30 settembre 1951 4ª giornata | Marzotto Valdagno | 4 – 0 | Stabia |  |

| Castellammare di Stabia 7 ottobre 1951 5ª giornata | Stabia | 1 – 1 | Modena |  |

| Genova 14 ottobre 1951 6ª giornata | Genoa | 5 – 0 | Stabia |  |

| Castellammare di Stabia 21 ottobre 1951 7ª giornata | Stabia | 2 – 1 | Treviso |  |

| Venezia 28 ottobre 1951 8ª giornata | Venezia | 1 – 1 | Stabia |  |

| Castellammare di Stabia 4 novembre 1951 9ª giornata | Stabia | 2 – 2 | Brescia |  |

| Siracusa 18 novembre 1951 10ª giornata | Siracusa | 0 – 0 | Stabia |  |

| Reggio Emilia 2 dicembre 1951 11ª giornata | Reggiana | 3 – 1 | Stabia |  |

| Castellammare di Stabia 9 dicembre 1951 12ª giornata | Stabia | 2 – 0 | Verona |  |

| Roma 16 dicembre 1951 13ª giornata | Roma | 3 – 0 | Stabia |  |

| Castellammare di Stabia 23 dicembre 1951 14ª giornata | Stabia | 1 – 1 | Salernitana |  |

| Lodi 30 dicembre 1951 15ª giornata | Fanfulla | 4 – 1 | Stabia |  |

| Castellammare di Stabia 6 gennaio 1952 16ª giornata | Stabia | 1 – 1 | Catania |  |

| Pisa 13 gennaio 1952 17ª giornata | Pisa | 2 – 1 | Stabia |  |

| Castellammare di Stabia 20 gennaio 1952 18ª giornata | Stabia | 0 – 2 A tavolino | Vicenza |  |

| Messina 27 gennaio 1952 19ª giornata | Messina | 4 – 1 | Stabia |  |

#### Girone di ritorno
| Piombino 3 febbraio 1952 20ª giornata | Piombino | 2 – 0 | Stabia |  |

| Monza 10 febbraio 1952 21ª giornata | Monza | 0 – 1 | Stabia |  |

| Castellammare di Stabia 17 febbraio 1952 22ª giornata | Stabia | 1 – 2 | Livorno |  |

| Castellammare di Stabia 2 marzo 1952 23ª giornata | Stabia | 2 – 3 | Marzotto Valdagno |  |

| Modena 9 marzo 1952 24ª giornata | Modena | 3 – 1 | Stabia |  |

| Castellammare di Stabia 16 marzo 1952 25ª giornata | Stabia | 0 – 2 | Genoa |  |

| Treviso 23 marzo 1952 26ª giornata | Treviso | 2 – 1 | Stabia |  |

| Castellammare di Stabia 30 marzo 1952 27ª giornata | Stabia | 2 – 1 | Venezia |  |

| Brescia 6 aprile 1952 28ª giornata | Brescia          | 1 – 0 | Stabia | Stadium di Viale Piave\| Arbitro: \| Ferrari (Milano) \| |
| Arbitro:                           | Ferrari (Milano) |       |        |                                                          |

| Castellammare di Stabia 13 aprile 1952 29ª giornata | Stabia | 2 – 4 | Siracusa |  |

| Castellammare di Stabia 20 aprile 1952 30ª giornata | Stabia | 2 – 1 | Reggiana |  |

| Verona 27 aprile 1952 31ª giornata | Verona | 2 – 0 | Stabia |  |

| Castellammare di Stabia 4 maggio 1952 32ª giornata | Stabia | 0 – 0 | Roma |  |

| Salerno 11 maggio 1952 33ª giornata | Salernitana | 3 – 1 | Stabia |  |

| Castellammare di Stabia 25 maggio 1952 34ª giornata | Stabia | 0 – 2 | Fanfulla |  |

| Catania 1º giugno 1952 35ª giornata | Catania | 4 – 2 | Stabia |  |

| Castellammare di Stabia 8 giugno 1952 36ª giornata | Stabia | 1 – 5 | Pisa |  |

| Vicenza 15 giugno 1952 37ª giornata | Vicenza | 2 – 0 A tavolino | Stabia |  |

| Castellammare di Stabia 22 giugno 1952 38ª giornata | Stabia | 1 – 2 | Messina |  |

## Statistiche

### Statistiche di squadra
| Competizione | Punti | In casa | In casa | In casa | In casa | In casa | In casa | In trasferta | In trasferta | In trasferta | In trasferta | In trasferta | In trasferta | Totale | Totale | Totale | Totale | Totale | Totale | DR  |
| Competizione | Punti | G       | V       | N       | P       | Gf      | Gs      | G            | V            | N            | P            | Gf           | Gs           | G      | V      | N      | P      | Gf     | Gs     | DR  |
| ------------ | ----- | ------- | ------- | ------- | ------- | ------- | ------- | ------------ | ------------ | ------------ | ------------ | ------------ | ------------ | ------ | ------ | ------ | ------ | ------ | ------ | --- |
| Serie B      | 18    | 19      | 4       | 6       | 9       | 23      | 35      | 19           | 1            | 3            | 15           | 12           | 46           | 38     | 5      | 9      | 24     | 35     | 81     | -46 |

### Statistiche dei giocatori
| Giocatore      | Serie B  | Serie B |
| Giocatore      | Presenze | Reti    |
| -------------- | -------- | ------- |
| Bellini        | 3        | 0       |
| F. Casuzzi     | 28       | 4       |
| G. Cereseto    | 13       | 3       |
| D. Ciccone     | 25       | 0       |
| E. Di Costanzo | 24       | 5       |
| R. Giudici     | 26       | -54     |
| P. Gola        | 9        | 1       |
| Grappasogni    | 7        | 1       |
| F. Grosso      | 13       | 2       |
| G. Lopez       | 20       | 0       |
| G. Mainiero    | 31       | 0       |
| E. Malavasi    | 29       | 7       |
| I. Marra       | 23       | 5       |
| Mazzetti       | 1        | 0       |
| S. Morselli    | 10       | -23     |
| G. Palma       | 28       | 3       |
| G. Parvis      | 21       | 3       |
| F. Rosi        | 13       | 0       |
| R. Sforza      | 19       | 0       |
| R. Tiriticco   | 35       | 0       |
| L. Vultaggio   | 29       | 0       |